# تشارلز ألبرت
تشارلز ألبرت (بالفرنسية: Charles Albert)‏ هو ملاكم فرنسي، مثّل بلاده في الألعاب الأولمبية الصيفية 1920.

## روابط خارجية
تشارلز ألبرت على موقع أوليمبيديا (الإنجليزية)